# Donald Trumps politiske synspunkter
Donald Trumps politiske holdninger (undertiden også omtalt som Trumpisme) har ændret sig over tiden. Trump er blandt andet blevet beskrevet som protektionist med hensyn til handelspolitik. Han endvidere også blevet kaldt – og kalder sig selv – en populist, en semi-isolationist, en nationalist med mere.

## Politisk tilhørsforhold og ideologi

### Selvbeskrevet
Trump registrerede sig som republikaner på Manhattan i 1987. Siden dengang har han skiftet partitilhørsforhold fem gange. I 1999 ændrede han sit partitilhørsforhold til uafhængig. I august 2001 ændrede Trump sit partitilhørsforhold til demokrat. I september 2009 ændrede han sit partitilhørsforhold tilbage til det Republikanske Parti. I december 2011 ændrede Trump sit partitilhørsforhold til "ingen partitilknytning" (uafhængig). I april 2012 registrerede han sig igen som republikaner.
I et interview fra 2004 fortalte Trump til CNN's Wolf Blitzer: "I mange tilfælde identificerer jeg mig nok mere som demokrat", og forklarede: "Det virker bare som om, at økonomien klarer sig bedre under Demokraterne end Republikanerne. Nu burde det ikke være sådan. Men hvis du ser tilbage, så virker det bare som om, at økonomien klarer sig bedre under Demokraterne... Men vi har bestemt haft nogle meget gode økonomier under både Demokrater og Republikanere. Men vi har haft nogle ret dårlige katastrofer under Republikanerne". I et interview fra juli 2015 sagde Trump, at han har et bredt udvalg af politiske holdninger, og at "jeg identificerer mig med nogle ting som demokrat".
Under sin præsidentkampagne i 2016 beskrev Trump konsekvent tilstanden i USA i dystre vendinger og omtalte det som en nation i alvorlig fare, plaget af lovløshed, fattigdom og vold, konstant truet og i risiko for at have "ingenting, absolut ingenting, tilbage". Ved sin accept af den republikanske nominering til præsident sagde Trump, at "kun jeg kan rette op på" systemet, og lovede, at hvis han blev valgt, ville "amerikanisme, ikke globalisme, være vores credo". Han beskrev sig selv som en "lov og orden"-kandidat og "stemmen" for "de glemte mænd og kvinder". I forbindelse med Trumps indsættelsestale den 20. januar 2017 fokuserede han på sine kampagnetema om Amerika i krise og tilbagegang. Han lovede at afslutte det, han kaldte "amerikansk vold", og beskrev USA i et dystopisk lys—som et "land af forladte fabrikker, økonomisk angst, stigende kriminalitet" — mens han lovede "en ny æra i amerikansk politik".
Selvom Trump var den republikanske kandidat, har han signaleret, at den officielle partiplatform – der blev vedtaget på den republikanske nationalkonvention i 2016 – adskilte sig fra hans egne synspunkter. I henhold til en optælling fra The Washington Post gav Trump omkring 282 kampagneløfter i løbet af sin kampagne i 2016.
I februar 2017 udtalte Trump, at han var en "total nationalist" i en "sand forstand". I oktober 2018 beskrev Trump sig igen som nationalist.
I løbet af den sidste uge af sin præsidentperiode i januar 2021 overvejede Trump angiveligt at stifte et nyt politisk parti kaldet Patriot Party.

### Skalaer og placeringer

#### Crowdpac
I 2015 gav Crowdpac Trump en placering på 0,4L ud af 10, hvilket indikerer moderate positioner. I 2016 blev placeringen ændret til 5,1C ud af 10, hvilket flyttede ham mere til det konservative spektrum.

#### On the Issues
Organisationen og hjemmesiden On the Issues har klassificeret Trump på en række forskellige måder gennem tiden:
- "Moderat populist" (2003)[20]
- "Liberal-orienteret populist" (2003-2011)[21]
- "Moderat populistisk konservativ" (2011-2012)[22]
- "Libertariansk orienteret konservativ" (2012-2013)[23]
- "Moderat konservativ" (2013-2014)[24]
- "Libertarisk-orienteret konservativ" (2014-2015)[25]
- "Hard-core konservativ" (2015)[26]
- "Libertarisk-orienteret konservativ" (2015-2016)[27]
- "Moderat konservativ" (2016-2017)[28]
- "Hard-core konservativ" (2017-i dag)[29]

## Immigrationspolitik
Ulovlig immigration var én mærkesag i Trumps præsidentkampagne. Hans foreslåede reformer og udtalelser i forhold til immigration har også udtrykt støtte til forskellige "begrænsninger af den lovlige immigration og gæstearbejdervisa", herunder en "pause" i tildelingen af green cards (permanent opholdstilladelse), som Trump sagde ville "tillade de rekordhøje immigrationsniveauer at falde til et mere moderat historiske gennemsnit".
I august 2019 beskyldte Trump Demokraterne for at støtte "åbne grænser".

## Udenrigs- og sikkerhedspolitik

### NATO
I sin bog fra 2000, The America We Deserve, argumenterede Trump for, at europæiske lande brugte NATO som en måde at pålægge USA ansvaret for internationale forpligtelser, mens "deres konflikter ikke er værd at ofre amerikanske liv på. At trække sig tilbage fra Europa ville spare dette land millioner af dollars årligt".
I et interview med CNN i marts 2016 opfordrede Trump til at "genovervej"' USA's involvering i NATO og udtalte, at USA betaler for meget for at sikre sine allieredes sikkerhed. Endvidere sagde han: "NATO koster os en formue, og ja, vi beskytter Europa med NATO, men vi bruger mange penge". Senere i samme interview udtalte han, at USA ikke bør "formindske sin rolle" i NATO, men snarere bør reducere sine udgifter i forhold til organisationen. I maj 2016 vurderede Annenberg Public Policy Centers FactCheck.org – baseret på hans tidligere udtalelser – at Trump kunne være villig til at forlade NATO, medmindre der skete ændringer i alliancen.
I et interview i juli 2016 rejste Trump "udtrykkeligt nye spørgsmål om sin forpligtelse til automatisk at forsvare NATO-allierede" og stillede spørgsmålstegn ved, om han som præsident automatisk ville udstrække sikkerhedsgarantier til NATO-medlemmer. På spørgsmålet om et muligt russisk angreb på NATO's baltiske medlemmer sagde Trump, at han kun ville beslutte, om han skulle komme dem til hjælp, efter at have gennemgået, om disse nationer "har opfyldt deres forpligtelser over for os". Dette ville repræsentere et markant brud med amerikanske udenrigspolitiske traditioner.
Trumps bemærkninger om NATO alarmerede USA's allierede i Europa samt den tidligere Obama-rådgiver (og tidligere ambassadør i Moskva) Michael McFaul, der udtalte, at "Vi har haft årtiers tværpolitisk forpligtelse til NATO, hvilket har gjort det til den største alliance i historien. Trump truer nu dette". Flere eksperter og iagttagere sagde, at Trumps foreslåede begrænsninger af den kollektive sikkerhedsbestemmelse (Artikel 5) i NATO-traktaten risikerer at undergrave alliancen eller gøre den irrelevant.
Den 28. september – da Trump mødtes med den Polske Nationale Alliance – udtalte Trump: "Som præsident vil jeg ære Polens ofre for frihed. Vi er forpligtede til ét stærkt Polen, meget forpligtede, fuldt forpligtede, og et stærkt Østeuropa som en bastion for frihed og sikkerhed". Han tilføjede også: "Vi ønsker, at NATO skal være stærkt, hvilket betyder, at vi ønsker flere nationer følger Polens eksempel".
En dag efter sit første møde med den tyske kansler Angela Merkel tweetede Trump: "Tyskland skylder enorme summer til NATO, og USA skal betales mere for det stærke og meget dyre forsvar, som vi yder Tyskland!"